# Juan Jiménez Mayor
Juan Jiménez Mayor, né le 5 août 1964 à Lima, est un homme d'État péruvien, président du Conseil des ministres du 23 juillet 2012 au 31 octobre 2013.